# Håkan Stahre
Håkan Anders Lennart Stahre, född 8 januari 1944 i Boxholm, Ekeby södra kyrkobokföringsdistrikt, Östergötlands län, död 25 maj 2001 i Skärstads församling, Huskvarna, Jönköpings län, var en svensk konstnär, sångare, låtskrivare och författare.
Håkan Stahre finns som bildkonstnär representerad i kommunerna Jönköping, Tranås och Köping samt Jönköpings landsting. Han var känd för sina Pälle Näver-tolkningar. Under flera år drev han Bråneryds Herrgård i Huskvarna.

## Sånger i urval
- Aftonpsalm (text Pälle Näver), publicerad i Countryton & Gospelsång av Roberth Johansson (Bornelings 2011)

## Diskografi i urval
- 1961 – O sole mio
- 1962 – Karl-Alfred rock
- 1962 – Peppermint twist
- 1996 – Hembygd & årstider – Håkan Stahre sjunger Pälle Nävers dikter